# Highland (condado de Iowa, Wisconsin)
Highland es un pueblo ubicado en el condado de Iowa, en el estado estadounidense de Wisconsin. En el Censo de 2010 tenía una población de 750 habitantes y una densidad poblacional de 4,46 personas por km².

## Geografía
Highland se encuentra ubicado en las coordenadas 43°3′53″N 90°19′59″O / 43.06472, -90.33306. Según la Oficina del Censo de los Estados Unidos, Highland tiene una superficie total de 168.11 km², de la cual 167.55 km² corresponden a tierra firme y (0.33%) 0.56 km² es agua.

## Demografía
Según el censo de 2010, había 750 personas residiendo en Highland. La densidad de población era de 4,46 hab./km². De los 750 habitantes, Highland estaba compuesto por el 98% blancos, el 0.27% eran afroamericanos, el 0% eran amerindios, el 0.53% eran asiáticos, el 0% eran isleños del Pacífico, el 0.67% eran de otras razas y el 0.53% pertenecían a dos o más razas. Del total de la población el 1.73% eran hispanos o latinos de cualquier raza.